# استيبان نينو
استيبان نينو (5 مايو 1986 في الأرجنتين - ) (بالإسبانية: Estaban Nino)‏ هو لاعب كريكت أرجنتيني. شارك مع منتخب الأرجنتين الوطني للكريكت.

## وصلات خارجية
- استيبان نينو على موقع إي آس بي آن كريك إنفو (الإنجليزية)